# 黃金存摺
黃金存摺是一種金融服務，是指客戶在銀行開立帳戶後，銀行發給客戶一本存摺，客戶視銀行當時揭示的黃金存摺牌告價格，在規定的時間內，客戶可自行決定是否透過親自到銀行櫃臺或是自動化設備進行單筆買賣，另外客戶亦可與銀行約定以定時定額方式，於每月特定日期購買一定重量黃金的一種金融商品。

## 業務特性
- 客戶開戶與轉帳通常需要繳付手續費。
- 銀行通常不會派發利息。
- 銀行揭示的黃金存摺掛牌價格，通常銀行賣價高於銀行買價。
- 銀行通常接受客戶以黃金存摺質借一定比例的款項。
- 客戶欲售出黃金時，通常需要憑存摺、印鑑辦理。
- 於非開戶之分行購買或售出，通常需客戶事先約定一組密碼。

## 備註
1. ↑  銀行提供買賣黃金存摺業務的時間，通常在營業日的早上九時到下午三時卅分間
2. ↑  使用自動化設備交易是指客戶憑事先申請的使用者帳號及密碼使用電話銀行、網路銀行等方式下單購買